# Kerry FC
Der Kerry Football Club ist ein irischer Fußballverein aus Tralee im County Kerry.

## Geschichte
Der Verein wurde im Jahre 2022 durch ein von den ehemaligen Profispielern Brian Ainscough, Steven Conway und Billy Dennhy gegründet. Dieser bewarb sich um einen Platz in der League of Ireland. Am 16. November des Jahres wurde der Verein in die Liga aufgenommen und in die zweitklassige First Division eingruppiert. Das erste Pflichtspiel der Vereinsgeschichte wurde am 17. Februar 2023 zu Hause gegen die Cobh Ramblers mit 0:2 verloren. Die erste Saison beendete der Verein als abgeschlagener Tabellenletzter. Auch in der Saison 2024 wurde der Kerry FC Letzter, konnte sportlich aber besser mit der Konkurrenz mithalten.

## Stadion
Die Heimspiele werden im Stadion Mounthawk Park ausgetragen. Das Stadion hat eine Kapazität von etwa 1400 Plätzen.